# アルファロメオ・145
アルファロメオ・145（Alfa Romeo 145 ）は、イタリアの自動車会社アルファロメオが製造したハッチバック型の乗用車。

## 概要
33の後継車種として1994年に発表された3ドアハッチバックである。開発段階では33と同じ5ドアハッチバックも計画されていたが、同一モデルとしてではなく独立モデルの「146」として発表された。3ドアモデルは33には存在しなかったため、先々代にあたるアルファスッド以来の復活となった。
アルファロメオが1986年にフィアット傘下になったことから、155と同様にフィアット・ティーポがベースとなり、多くの部品を共有した。
ボディサイズは、全長4,093mm×全幅1,712mm×全高1,427mm、ホイールベース2,540mm。
エンジンは、水平対向4気筒SOHC 1.3L,1.6L、水平対向4気筒DOHC 1.7L、直列4気筒DOHC 1.4L,1.6L,1.8L,2.0Lのガソリンエンジンの他、直列4気筒ターボ 1.9Lのディーゼルエンジン。直列4気筒DOHCモデルは、ツインスパーク（Twin Spark ）と言われるエンジンで、欧州の環境基準をクリアするために1気筒あたりに2本の点火プラグが配置されていた。これらをFF方式で駆動した。
サスペンションは、前輪がマクファーソン・ストラット後輪がセミ・トレーリングアーム。バネは前後ともにコイルスプリングを使用。
内外装ともにアルファロメオ・チェントロスティーレ（アルファロメオ社内デザインセンター）が担当。
2001年に生産終了。後継は147。

## 日本での販売
アルファロメオの正規輸入元であるフィアット&アルファロメオ・モータース・ジャパンにより、1996年から輸入が開始される。
終始、スポーツモデルにあたるクワドリフォリオ（右ハンドル、5速MT）のみの輸入となった。
クワドリフォリオとは、伝統的にアルファロメオのスポーツモデルに与えられる名称で、ボディに四葉のクローバーを模したバッジが貼られる。
エンジンは、直列4気筒DOHC 2.0L ツインスパークのガソリン(ハイオク)エンジン。最高出力155PS、最大トルク19.1kgf·m。